# Dequinha
Dequinha (Mossoró, 1928. március 19. – Aracaju, 1997. július 23.), brazil válogatott labdarúgó, edző.
A brazil válogatott tagjaként részt vett az 1954-es világbajnokságon.

## Sikerei, díjai

### Játékosként
Flamengo
- Campeonato Carioca (3): 1953, 1954, 1955
- Torneio Início do Rio de Janeiro (1): 1959

ABC
- Campionato Potiguar (1): 1947

### Edzőként
Sergipe
- Campeonato Sergipano (3): 1970, 1971, 1972